# 莱皮若勒
莱皮若勒（法語：Les Pujols，法語發音：[le pyʒɔl]）是法国阿列日省的一个市镇，属于帕米耶区。

## 地理
莱皮若勒（43°5'18"N, 1°43'7"E）面积13.18 平方千米，位于法国奧克西塔尼大區阿列日省，该省份为法国西南部内陆省份，西部和北部与上加龙省接壤，东临奥德省，东南至东比利牛斯省接壤，南与安道尔和西班牙接壤。
与莱皮若勒接壤的市镇（或旧市镇、城区）包括：阿尔维尼亚、库萨、莱西萨尔、里约克罗斯、圣阿马杜、圣费利德图尔内加、拉图尔迪克里约、瓦尔斯、韦尔尼奥勒。

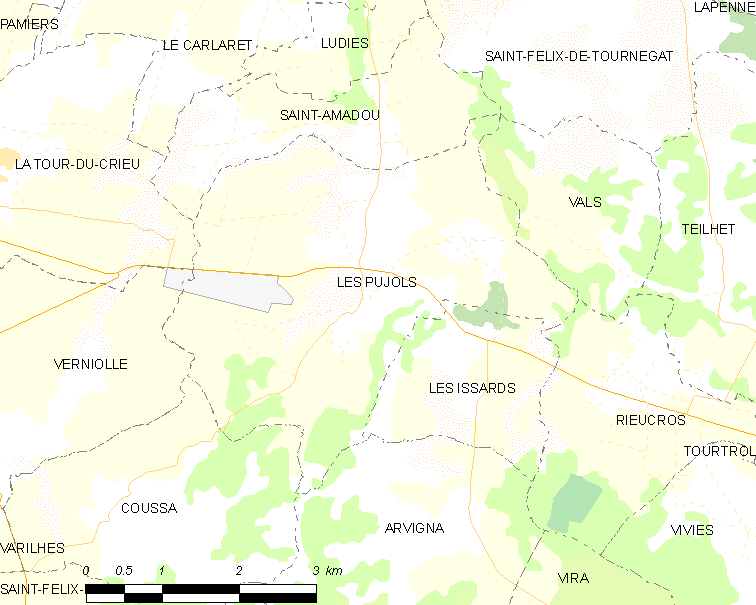
莱皮若勒的OSM定位图

莱皮若勒的时区为UTC+01:00、UTC+02:00（夏令时）。

## 行政
莱皮若勒的邮政编码为09100，INSEE市镇编码为09238。

## 政治
莱皮若勒所属的省级选区为帕米耶第二县。

## 人口

1962-2008年间莱皮若勒人口变化图示

莱皮若勒于2022年1月1日时的人口数量为862人。